# Šmihel pri Žužemberku
Šmihel pri Žužemberku je naselje v Občini Žužemberk.